# Рос Браун
Рос Браун (роден 23 ноември 1954 г.) е английски инженер от „Формула 1“.
Известен е като най-успешния технически директор във Формула 1, в края на 1990-те години и началото на XXI век. Със своите решения по време на състезанията Браун е „виновен“ за много от успехите на Михаел Шумахер, най-вече като избор на стратегия и тактика, по времето когато двамата бяха част от екипа на Скудерия Ферари.

## Формула 1

### Начални години
Започва кариерата си в моторните спортове през 1976 г. в МАРЧ като машинен оператор, а по-късно е преквалифициран като механик в състезателния отдел за Формула 3. През 1978 г. е нает от Франк Уилямс в новоучредения тим Уилямс. Бързо се изкачва от механик до аеродинамик, минавайки през няколко длъжности. След това Браун напуска Уилямс и отива във ФОРС (тим, който се разпада преди да запише и 1 участие) и Ероуз. Привлечен е от Ягуар през 1989 г. и започва работа по в отдела за спортни коли на компанията. С неговия опит във Формула 1 създава успешния модел Jaguar XJR-14, който печели през 1991 г. World Sportscar Championship.

### Бенетон Формула 1иСкудерия Ферари
В края на 1991 г. Браун се връща във Формула 1 като технически директор на Бенетон Ф1, като с негова помощ тимът печели пилотските титли през 1994 и 1995 г., както и конструкторската през 1995 г. Рос Браун решава да последва Михаел Шумахер и през 1997 г. отива във Ферари, където отново е технически директор. След няколко години на реформации, Ферари печелят първа конструкторска титла от 22 години насам през 1999 г. Следват още 5 поредни пилотски и конструкторски в периода 2000 – 2004 г. Мнозина специалисти опреелят ролята на Браун като ключова в „дрийм тима“ на Скудерията. През 2005 и 2006 г. обаче Ферари губи титлите от Рено и на 26 октомври 2006 г. Ферари обявяват, че Браун напуска тима.

### Хонда Ф1
След една година почивка, в края на 2007 г. Браун решава да се върне във Формула 1, този път в тима на Хонда. На 12 ноември същата година е официално представен като шеф на отбора и на 26 ноември започва работа в тима.
През месец март 2009 г.
Рос Браун постига споразумение с Хонда за закупуване на правата за Формула 1 на фалиралия през декември 2008 г.японски тим, като през новия сезон отбора ще се състезава под името Браун ГП и ще използва агрегати на Мерцедес-Бенц.

## Браун ГП
През 2008 година, след като Хонда решава да се оттегли от Формула 1, Рос Браун започва разговори със собствениците на японския производител на автомобили, за закупуването на екипа. Разговорите продължават до самото начало на сезон 2009, когато благодарение на инвеститори като сър Ричард Брансън, Браун успява да придобие собствеността над екипа.
Давайки името си на екипа, Браун успява да договори и задвижващи агрегати от немския производител Мерцедес-Бенц, така осигурява участието на екипа в шампионата.
Благодарение на опита на пилотите, отличната организация в тима и някои новости в областта на аеродинамиката (като дифузьорите под задното крило) и отличният двигател, Рос Браун и неговите пилоти Дженсън Бътън и Рубенс Барикело, успяват да спечелят титлата както при пилотите, така и при конструкторите.

## Мерцедес Гранд При
В края на сезон 2009 година се появяват слухове, че Мерцедес проявява интерес към закупуването на екипа на Браун ГП.
На 16 ноември 2009 г., този интерес е официално потвърден. В изявлуние е обявено, че Мерцедес ще поеме управлението на Браун ГП, а Рос Браун ще продължи да изпълнява задълженията си като мениджър на отбора. Екипът ще продължи да използва базата в Бракли, Великобритания, която се намира на по-малко от 30 мили разстояние от завода за производство на двигателите на Мерцедес за Формула 1, намиращ се в Бриксуърд.
Младият немски пилот Нико Розберг (син на Световният шампион от Формула 1 – Кеке Розберг) е обявен като първи пилот на тима, на 23 ноември 2009 година. От пилотите, донесли шампионските титли за екипа през 2009 година, Дженсън Бътън подписва с Макларън, а Рубенс Барикело се премества в друг британски тим – Уилямс. Това означава, че Мерцедес ГП ще има двама нови пилоти на старта през месец март 2010 година.
Придобиването на Браун ГП означава, че Мерцедес се разделя с Макларън, след 15-годишно партньорство и три спечелени титли. Притежаваният от компанията Даймлер АГ (която притежава Мерцедес) дял от 40% в Макларън, ще бъде продаден обратно на Макларън Груп за 500 млн. британски паунда.
Една от причините за Мерцедес да се раздели с Макларън е „защото от Макларън имат амбициозни планове да построят спортен автомобил“, което се отнася за плановете на Макларън да пусне в производство нов спортен автомобил – Макларън MP4-12C, през 2011 година. Въпреки това, от Мерцедес заявяват, че ще продължта да доставят двигатели за Макларън до 2015 година.